# Németh Andrea (fotóművész)
Németh Andrea (Budapest, 1946. november 5. –) reklámgrafikus, fotóművész

## Élete
Édesapja Németh József (fotóművész) fotóművész. Németh Andrea az Iparművészeti Főiskola- Moholy-Nagy Művészeti Egyetem-re járt, amikor felkérte Pataki Ági modellt, hogy fotózza a vizsgakiállítására. Ez a fotó lett 1970-ben a „Fabulon arca” (a „Fabulon” – a Kőbányai Gyógyszerárugyár (ma Richter Gedeon Nyrt.) egyik termékcsaládja) Pataki Ágnes fotójával.
A Magyar Iparművészeti Főiskola grafika tanszakán 1970-ben diplomázott. Édesapja, Németh József grafikus-fotóművész.
1971-től a Művészeti Alapnak, jelenleg a Magyar Alkotóművészek Országos Egyesülete, és a Magyar Fotóművészek Szövetségének tagja. 2002 óta lett tagja a Magyar Újságírók Országos Szövetségének.
Reklámfotók, plakátok, prospektusok, naptárak, emblémák tervezésével foglalkozik. Jelenleg képzőművészekről portréfotókat készít, és riportokat ír.
Mesterei Baska József festőművész, Ernyei Sándor , Finta József  grafikusművészek voltak.

## Egyéni kiállítások
- 1980, 1988 • XII. ker. Tanácsház, Budapest
- 1982 • Pataky István Művelődési Ház, Budapest
- 1986 • Budapesti Művelődési Központ, Budapest
- 1988 • Művészportrék, XII. ker. Tanácsház, Budapest
- 1991 • Művészportrék, Néprajzi Múzeum, Budapest
- 1993 • Arcok és sorsok, Gaál Imre Galéria, Budapest-Pesterzsébet • Művészportrék, Madách Imre Művelődési Központ, Vác
  - Művészportrék, Tóparti Gimnázium, Székesfehérvár • Művészportrék, Gárdonyi Géza Színház, Eger
- 1995 • Művészportrék, Állami Zeneiskola, Dunakeszi
- 1999 • Mítosztöredékek, Gaál Imre Galéria, Budapest
- 2004 • Rátkai Márton Klub, Budapest • ÓL Galéria, Dörgicse
- 2007 • Műhely Galéria, Szentendre
- 2010 • XII. ker. Önkormányzat, Budapest
- 2011 • Rátkai Márton Klub, Budapest.

## Válogatott csoportos kiállítások
- 1972 • Plakátkiállítás, Ernst Múzeum, Budapest
- 1973 • Magyar Fotóművészek Szövetsége kiállítás, Fotóklub, Budapest
- 1975 • Plakátkiállítás, Szépművészeti Múzeum, Budapest
- 1976 • 75 év legjobb fotója
- 1978 • Reklámfotó, Nagymező u. 20., Budapest
- 1986 • Bécs
- 1987 • Magyar Fotográfia, Műcsarnok, Budapest
- 1990 • Szép Magyar Könyv • Üvegtriennálé, Tihany
- 1997–99 • Fotószalon, Duna Galéria, Budapest
- 1999 • Életem legjobb fotója, Duna Galéria, Budapest
- 2000 • A magyar reklámfényképezés története, Budapest

## Díjak
- Többször kapott nívódíjat, és
- 1990-ben Szép Magyar könyv, a Fotószövetség díját.

## Munkái
- Budapesti Történeti Múzeumban, Budapest
- Magyar Fotográfiai Múzeumban, Kecskemét
- Országos Széchényi Könyvtárban, Budapest - megtalálhatók

## Könyvei
- Hollóházi porcelán, minikönyv, 1979
- Vasarely, minikönyv, 1987
- Zsolnay, minikönyv, 1988
- Herendi porcelán, minikönyv, 1991
- Budapest fényei, Budapest, 1988
- FÉSZEK. Művészek, otthonok, Budapest, 1988
- Félszáz mondat Budapestről, Budapest, 1999
- Fényének, 2004
- Énképek-fényképek, 2005